# Bactrocera lacerata
Bactrocera lacerata
 es una especie de díptero que White y Neal L. Evenhuis describieron por primera vez en 1999. Bactrocera lacerata pertenece al género Bactrocera de la familia Tephritidae. 